# Хашімото Хакару
Хакару Хашімото, яп. 橋本 策 (5 травня 1881 року — 9 січня 1934) — японський лікар та науковець, народився в селі Мідау, Нішітсуге (Префектура Міє). Випускник 1907 року медичного факультету Кюсюського університету. Після закінчення університету поступив на роботу до першого хірургічного бюро, де працював під керівництвом професора Hayari Miyake (1867–1945) — першого нейрохірурга в Японії.

## Наукова та практична діяльність
В 1912 році Хашімото опублікував статтю «Kōjōsen rinpa-setsu shushō-teki henka ni kansuru kenkyū hōkoku» або «нім. Zur Kenntnis der lymphomatösen Veränderung der Schilddrüse (Struma lymphomatosa)» (укр. Дослідження лімфоматозного зобу) в науковому журналі «Archiv für klinische Chirurgie», Berlin 1912:97:219-248. Впродовж наступного року, ця публікація широко обговорювалась в англомовних а Європі та США. Результатом цього стало присвоєння описаного Хашімото стану щитоподібної залози — тиреоїдит Хашімото.
Інша діяльність Хакару Хашімото була пов'язана з вивчення патологічної анатомії під керівництвом професора Eduard Kaufmann в Геттінгенському університеті
Перша Світова Війна змусила Хакару Хашімото повернутися до Японії. В 1916, він повертається до свого дому в місті Igamachi та отримує посаду лікаря.
Хакару Хашімото помер в 9 січня 1934 внаслідок тифу.

## Вулиця Хашімото
На честь Хакару Хашімото названу одну з вулиць в кампусі Maidashi Майдаші (яп. 馬出) Кюсюського університету.